# Campodorus sanguinator
Campodorus sanguinator är en stekelart som beskrevs av Dmitriy R. Kasparyan 2005. Campodorus sanguinator ingår i släktet Campodorus och familjen brokparasitsteklar. Inga underarter finns listade.